# Pyrrosia dimorpha
Pyrrosia dimorpha là một loài thực vật có mạch trong họ Polypodiaceae. Loài này được X.H. Guo & S.B. Zhou mô tả khoa học đầu tiên năm 2005.